# Мар'ївська сільська рада (Магдалинівський район)
Ма́р'ївська сільська́ ра́да — колишній орган місцевого самоврядування в Магдалинівському районі Дніпропетровської області. Адміністративний центр — село Мар'ївка.

## Загальні відомості
- Населення ради: 677 осіб (станом на 2001 рік)

## Населені пункти
Сільській раді підпорядковані населені пункти:
- с. Мар'ївка
- с. Олянівка
- с. Трудолюбівка

## Склад ради
Рада складалася з 14 депутатів та голови.
- Голова ради: Носов Василь Васильович
- Секретар ради: Бикова Вікторія Володимирівна

### Керівний склад попередніх скликань
| Прізвище, ім'я, по батькові   | Основні відомості                                                         | Дата обрання | Дата звільнення |
| ----------------------------- | ------------------------------------------------------------------------- | ------------ | --------------- |
| Івкевич Олексій Володимирович | Сільський голова, 1960 року народження, освіта вища, безпартійний         | 26.03.2006   | 31.10.2010      |
| Івкевич Олексій Володимирович | Сільський голова, 1960 року народження, освіта вища, член Партії регіонів | 31.10.2010   |                 |

Примітка: таблиця складена за даними сайту Верховної Ради України

### Депутати
За результатами місцевих виборів 2010 року депутатами ради стали:

#### За суб'єктами висування
| Суб'єкт висування | Кількість обраних депутатів | %    |
| ----------------- | --------------------------- | ---- |
| Партія регіонів   | 9                           | 64,3 |
| Самовисування     | 5                           | 35,7 |

#### За округами
| № округу        | Прізвище, ім'я, по батькові                            | Дата визнання обраним | Освіта             | Партійна приналежність | Відомості про обраного депутата                      |
| --------------- | ------------------------------------------------------ | --------------------- | ------------------ | ---------------------- | ---------------------------------------------------- |
| Партія регіонів |                                                        |                       |                    |                        |                                                      |
| 2               | Сініченко Леся Вікторівна                              | 02.11.2010            | середня спеціальна | член Партії регіонів   | зараз в дикреті                                      |
| 5               | Прудиус Катерина Петрівна                              | 02.11.2010            | середня спеціальна | член Партії регіонів   | С/К «Україна», головний економіст                    |
| 6               | Тищенко Алла Володимирівна                             | 02.11.2010            | вища               | член Партії регіонів   | Мар'ївська сільська рада, бухгалтер                  |
| 7               | Різник Людмила Григорівна                              | 02.11.2010            | середня            | член Партії регіонів   | С/К «Україна», вагар                                 |
| align="center"  | style="white-space:nowrap" \| Попришко Любов Василівна | 10.01.2011            | вища               | член Партії регіонів   | Мар'ївська загальноосвітня школа, вчитель            |
| 9               | Мороз Оксана Василівна                                 | 02.11.2010            | середня            | член Партії регіонів   | Мар'ївська сільська рада, секретар                   |
| 10              | Дуфала Віта Миколаївна                                 | 02.11.2010            | вища               | член Партії регіонів   | Мар'ївська загальноосвітня школа, директор           |
| 13              | Фітісова Ольга Василівна                               | 02.11.2010            | середня            | член Партії регіонів   | тимчасово не працює                                  |
| 14              | Башмаков Сергій Петрович                               | 10.01.2011            | вища               | член Партії регіонів   | Фермерське господарство «Таф», керівник              |
| Самовисування   |                                                        |                       |                    |                        |                                                      |
| 1               | Позднякова Валентина Адамівна                          | 02.11.2010            | середня спеціальна | позапартійна           | ООО «Молочний Дом», заготовач сировини               |
| 3               | Іванцов Володимир Михайлович                           | 02.11.2010            | вища               | позапартійний          | С/К «Україна», головний агроном                      |
| 4               | Щербина Юлія Олександрівна                             | 02.11.2010            | середня спеціальна | позапартійна           | С/К «Україна», диспетчер                             |
| 11              | Кукуза Любов Петрівна                                  | 02.11.2010            | середня спеціальна | позапартійна           | Мар'ївський фельдшерсько-акушерський пункт, фельдшер |
| 12              | Панасюк Людмила Віталіївна                             | 02.11.2010            | середня спеціальна | позапартійна           | тимчасово не працює                                  |